# Faro de Palamós
El faro de Palamós o faro de la Punta del Molino es un faro situado en la ciudad de Palamós, en la Costa Brava, provincia de Gerona, Cataluña, España. Está gestionado por la autoridad portuaria del Puerto de Barcelona.

## Historia
Entró en servicio el 1 de septiembre de 1865, y actualmente está formado por una torre prismática hexagonal con cúpula gris. Desde 1917 dispuso de red eléctrica, y en 1975 sufrió una reforma en su estructura debido a las grietas que se habían creado principalmente por los bombardeos sufridos en la guerra civil española y la extracción de piedra de una cantera cercana.